# Noordse combinatie op de Olympische Winterspelen 1992
Noordse combinatie is een van de sporten die beoefend werden tijdens de Olympische Winterspelen 1992 in Albertville, Frankrijk.

## Heren

### Individueel
| rang   | sporter(s)          | land | sprong (ptn) | 15 km (tijd) | verschil |
| ------ | ------------------- | ---- | ------------ | ------------ | -------- |
| Goud   | Fabrice Guy         | FRA  | 222.1        | 43:45.4      |          |
| Zilver | Sylvain Guillaume   | FRA  | 208.1        | 43:00.5      | + 48.4   |
| Brons  | Klaus Sulzenbacher  | AUT  | 221.6        | 44:48.4      | + 1:06.3 |
| 4      | Fred Børre Lundberg | NOR  | 211.9        | 44:04.1      | + 1:26.7 |
| 5      | Klaus Ofner         | AUT  | 228.5        | 45:57.9      | + 1:29.8 |
| 6      | Allar Levandi       | EST  | 206.4        | 43:34.8      | + 1:34.1 |
| 7      | Kenji Ogiwara       | JPN  | 215.3        | 44:57.5      | + 1:57.4 |
| 8      | Stanisław Ustupski  | POL  | 202.6        | 44:03.5      | + 2:28.1 |

### Team
| rang   | sporter(s)                                              | land | sprong (ptn)      | 10 km (tijd)            | verschil  |
| ------ | ------------------------------------------------------- | ---- | ----------------- | ----------------------- | --------- |
| Goud   | Reiichi Mikata Takanori Kono Kenji Ogiwara              | JPN  | 218.6 199.0 227.5 | 28:22.5 28:40.2 26:33.8 | 1:23:36.5 |
| Zilver | Knut Tore Apeland Fred Børre Lundberg Trond-Einar Elden | NOR  | 185.3 185.7 198.9 | 26:22.8 26:19.7 26:04.4 | + 1:26.4  |
| Brons  | Klaus Ofner Stefan Kreiner Klaus Sulzenbacher           | AUT  | 195.5 212.6 207.5 | 27:56.6 28:34.2 26:18.8 | + 1:40.1  |
| 4      | Francis Repellin Sylvain Guillaume Fabrice Guy          | FRA  | 177.2 191.1 210.1 | 27:27.0 26:28.8 26:23.2 | + 2:15.5  |
| 5      | Hans-Peter Pohl Jens Deimel Thomas Dufter               | GER  | 180.1 207.4 222.2 | 28:01.2 29:53.5 27:30.2 | + 4:45.4  |
| 6      | Jozef Kovařík Milan Kučera František Maka               | TCH  | 166.0 184.5 196.2 | 27:47.8 29:37.8 27:03.6 | + 9:04.7  |
| 7      | Pasi Saapunki Jari Mantila Teemu Summanen               | FIN  | 195.2 166.4 199.6 | 27:15.5 30:23.1 28:05.7 | + 9:06.8  |
| 8      | Joseph Holland Tim Tetreault Ryan Heckman               | USA  | 184.3 198.1 208.9 | 29:44.9 28:46.6 29:42.3 | + 9:08.3  |

## Medaillespiegel
| rang | land       | goud | zilver | brons | totaal |
| ---- | ---------- | ---- | ------ | ----- | ------ |
| 1    | Frankrijk  | 1    | 1      | 0     | 2      |
| 2    | Japan      | 1    | 0      | 0     | 1      |
| 3    | Noorwegen  | 0    | 1      | 0     | 1      |
| 4    | Oostenrijk | 0    | 0      | 2     | 2      |
|      |            | 2    | 2      | 2     | 6      |